# Dan Grimaldi
Daniel "Dan" Grimaldi (Brooklyn, Nueva York, 7 de marzo de 1946) es un actor estadounidense, conocido por su papel como los gemelos Philly y Patsy Parisi en la serie Los Soprano.

## Carrera
Formado en el teatro, debutó en el cine en el papel de un asesino pirómano en Don't Go in the House (1980). Además de Los Soprano, también ha tenido papeles en producciones de menor trascendencia y como invitado en series de TV, incluyendo varios capítulos de Law & Order. Como actor de voz ha interpretado a Frank en el videojuego Mafia: The City of Lost Heaven.
Aunque muchas veces interpreta individuos agresivos o poco educados, Grimaldi tiene, por el contrario, educación superior. Se graduó en matemáticas en la Universidad de Fordham, tiene un máster en investigación de operaciones de la Universidad de Nueva York, y un doctorado en procesamiento de datos de la Universidad de la Ciudad de Nueva York. Enseña en el Departamento de Matemáticas y Ciencias en el Kingsborough Community College de Brooklyn, Nueva York.